# Кучакове
Куча́кове — пасажирський залізничний зупинний пункт Київської дирекції Південно-Західної залізниці на електрифікованій лінії Дарниця — Гребінка між платформами Травнева та Новотроянда. Розташований на околиці села Кучаків Бориспільського району Київської області.

## Історія
Відкритий як станція у 1901 роцв. У 1972 році лінія Дарниця — Гребінка електрифікована змінним струмом (~25 кВ). Збереглася стара двоповерхова станційна будівля типова для залізниці Київ — Полтава, збудована того ж 1901 року.

## Пасажирське сполучення
На зупинному пункті Хмельовик зупиняються приміські електропоїзди Яготинського напрямку.